# داریو بووا
داریو بووا (انگلیسی: Dario Bova؛ زادهٔ ۳۱ مارس ۱۹۸۴) بازیکن فوتبال اهل ایتالیا است.
از باشگاه‌هایی که در آن بازی کرده‌است می‌توان به باشگاه فوتبال ناپولی و باشگاه فوتبال چزنا اشاره کرد.
وی همچنین در تیم ملی فوتبال Italy Mediterranean بازی کرده‌است.